# Ulrico II di Hanau
Ulrico II di Hanau (Hanau, 1288 – Hanau, 23 settembre 1346) fu signore di Hanau.

## Biografia
Ulrico II era figlio di Ulrico I di Hanau, signore di Hanau, e di sua moglie, Elisabetta di Rieneck.

### Il governo
Ulrico II succedette al padre nel 1305 circa e di lui sappiamo che nel 1310 firmò delle condizioni di assistenza militare reciproca con Giovanni I di Boemia, uno dei figli dell'Imperatore Enrico VII di Lussemburgo.
Malgrado questi suoi ottimi rapporti con le istituzioni e la sua attiva carriera politica, inspiegabilmente, prima di morire, Ulrico II viene segnalato come fuorilegge anche se poi le sue condizioni giudiziarie vengono ritrattate.

### Le acquisizioni territoriali e l'eredità dei von Rieneck
Ulrico II acquistò nel 1316 dei diritti giudiziari sulla città di Brandenstein e metà dei diritti feudali sul castello di Schlüchtern, già di proprietà della famiglia della madre, di cui ricevette la seconda parte nel 1377 in cambio della vendita del castello di Büttert.
Nel 1320 egli ottenne da Ludovico IV la città di Bornheimerberg in pagamento per i servizi resi nel corso di una campagna in Alsazia, ottenendo il rinnovo di questo possedimento nel 1351 ad opera dell'Imperatore Carlo IV.
Nel 1333, inoltre, morì Ludovico V di Rieneck, fratello della madre di Ulrico II, il quale secondo un accordo stipulato nel 1296 con il cognato Ulrico I di Hanau, cedette tutti i diritti della casata di Rieneck ad Ulrico II essendosi estinta quella linea. Tuttavia, Ludovico V nel 1329 aveva decretato l'invalidità di questo passaggio, sollevando un putiferio di pretese da parte di altri feudatari della zona quali i vescovi di Magonza e Würzburg. Alla fine, dopo anni di contestazioni, Ulrico II riuscì ad ottenere l'eredità dello zio per intero, acquisendo i seguenti diritti feudali:
- 1/2 del feudo di Bieber;
- 3/4 del feudo di Lohrhaupten;
- 1/2 del feudo di Partenstein;
- 1/4 del castello e del feudo di Rieneck;
- 1/2 del castello di Prozelten;
- 1/3 del castello di Grumbach (gli altri due terzi erano passati dal 1309 all'arcidiocesi di Magonza);
- una quota del castello di Rothenfels;
- l'intero castello e la città di Lauda;
- l'intera città di Osterburken (Burgheim);
- il diritto di giurisdizione su Dörnigheim;
- il diritto di giurisdizione su Schwarzenfels
- numerosi diritti su Aktivlehen.

### La morte
Per quanto riguarda Ulrico II nei documenti giunti sino a noi sono accreditate due date di morte: 2 settembre 1346 e 23 settembre 1346. Quest'ultima ad ogni modo è quella più accreditata dagli storici in quanto riportato anche più tardi in un documento del 1343 col quale sua figlia Adelaide, monaca, venne autorizzata a visitare due volte all'anno la tomba del padre, posta nel monastero di Arnsburg.

## Matrimonio e figli
Ulrico II sposò nel 1310 Agnese di Hohenlohe (Prima del 1295 - 29 novembre 1346), figlia di Kraft I di Hohenlohe. La coppia ebbe i seguenti eredi:
- Ulrico III. (1310 - 1369)
- Reinhard, custode della cattedrale di Magonza
- Kraft († 1382), canonico a Colonia, Magonza, Würzburg e Worms
- Ludovico († d. il 1386), arcidiacono di Würzburg
- Goffredo († d. il 1372), commendatore dell'Ordine Teutonico
- Corrado († assassinato nel 1383), Abate dell'Abbazia di Fulda
- Elisabetta († d. il 1365), sposata con Filippo V di Falkenstein
- Adelaide († d. il 1378), sposò Enrico II di Isenburg
- Agnese († d. il 1347), monaca nel convento di Patershausen
- Irmengarda († d. il 1348), monaca nel convento di Gerlachsheim dal 1343 al 1347

Ulrico II, per la prima volta nel 1339, decretò il diritto di primogenitura, una delle disposizioni più antiche della Germania in questo senso. L'imperativo della primogenitura imponeva al primogenito il solo diritto di contrarre matrimonio, mentre tutti gli altri maschi doveva intraprendere la carriera ecclesiastica o militare senza avere eredi per evitare future divisioni dei domini paterni.